# Neo Química
Neo Química é um laboratório farmacêutico brasileiro, fundado em 15 de abril de 1959 por José Ferreira de Carvalho e sua esposa Léa Mello De Carvalho no Rio de Janeiro. A Neo Química em 2007 foi o 3° laboratório em número de unidades produzidas no Brasil.
A empresa foi adquirida pela Hypermarcas em 2009 por aproximadamente 1,3 bilhão de reais.

## História
No seu início, em 1959, os únicos medicamentos produzidos pelo Laboratório Neo Química eram similares. Os medicamentos eram feitos e vendidos para laboratórios para fazer a distribuição. Mais tarde, em 1979, foi adquirida pelo empresário Idefonso Limírio Gonçalves. Neste período, o laboratório foi transferido para Belo Horizonte e depois para São Paulo. Estabeleceu-se no pólo farmoquímico do Distrito Agroindustrial de Anápolis, em 1989.
Em 1996, conquistou o ISO 9002. E os negócios aumentaram, dando início a um projeto de construção de um parque industrial com 60 mil m².
Já em 1999, a Lei dos medicamentos genéricos, permitiu a empresa ganhar mais uma parcela no mercado de medicamentos. Foi o 3° laboratório a conseguir o registro da Anvisa para a produção destes tipos de medicamentos, iniciando com o sulfato de salbutamol, em 2000.
Em 2008, participou da CPhl South America (Feira Internacional de Ingredientes para a Indústria Farmacêutica), no Rio de Janeiro.
Em 2009, foi adquirida pela Hypermarcas (atual Hypera Pharma).

## Parcerias com clubes esportivos
Em 2008, tornou-se patrocinadora principal do uniforme do Goiás Esporte Clube, estampando frente, costas e mangas.
Em 2010, já como marca de medicamentos do conglomerado, tornou-se a patrocinadora principal do uniforme do Sport Club Corinthians Paulista, estampando o peito e as costas da camisa. Esse é o maior patrocínio do futebol brasileiro: 38 milhões além de 9 milhões em ações de marketing e premiações e também do Botafogo de Futebol e Regatas. Patrocina também o Criciúma Esporte Clube e Ceará Sporting Club no ano de 2010. 
Em 2011, passou a patrocinar o Santa Cruz Futebol Clube e Club Sportivo Sergipe. 
Em 2020, voltou a fazer acordo com o Sport Club Corinthians Paulista para ter os direitos do naming rights da Arena Corinthians. A empresa farmacêutica pagará ao clube paulista R$300 milhões em 20 anos, sendo R$15 milhões ao ano para o clube pelo direito do nome do estádio, com o novo nome: Neo Química Arena.